# Mycetophila flexiseta
Mycetophila flexiseta är en tvåvingeart som beskrevs av Freeman 1951. Mycetophila flexiseta ingår i släktet Mycetophila och familjen svampmyggor. Inga underarter finns listade i Catalogue of Life.